# Böskolan
Böskolan är en skola vid Danska vägen i kvarteret 80 Sorken i stadsdelen Bö i Göteborg. Skolan grundades år 1888.
Böskolans äldsta delar uppfördes år 1889 och omfattade en tvåvånings träbyggnad. Den uppfördes av byggnadsfirman F O Peterson & Söner. Skolan fick elektrisk belysning år 1908, samtidigt som Örgryte nya kyrka. År 1941 byggdes den ut med en byggnad i funktionalistisk stil efter ritningar av Ragnar Ossian Swensson. Även de äldre delarna byggdes om och fick putsfasader, liksom den ny byggnaden.
Innan skolan byggdes ut hade den åtta klassrum, varav ett användes som gymnastiksal. Dessutom fanns två handarbetssalar, samt en träslöjdssal i källaren. Skolan hade vid den tiden tolv klasser. Tillbyggnaden gav åtta nya klassrum, samt specialsalar och gymnastikavdelning. Det gamla Jakobstorpet och torrdassen revs och lärarbostaden byggdes till för att rymma vaktmästarbostad, skolmåltidslokal, skolsköterska och tandklinik.
Byggnaderna är huvudsakligen bevarade sedan 1940-talet.
År 1953 bildade Lundenskolan eget överlärardistrikt och Böskolan blev huvudskola i Örgryteområdet, som 1955 startade försöksverksamhet med enhetsskolans tre stadier. Böskolan blev då en högstadieskola där årskurserna 7–9 dominerade.
År 1994 föreslogs det att Böskolan skulle läggas ner. Föräldrar bildade då en ekonomisk förening och Böskolan är idag en friskola med förskola, låg,mellan och högstadium.